# Gauliga Ostmark
Die Gauliga Ostmark (auch Sportbereichsklasse 17), ab 1941 Gauliga Donau-Alpenland, war ein Fußball-Sportbereich im Deutschen Reich zur Zeit des Nationalsozialismus.

## Allgemeines
Die Bereichsklasse umfasste von 1938 bis zur Auflösung 1945 die annektierten Gebiete des östlichen Österreichs, der südlichen Tschechoslowakei und des nördlichen Jugoslawiens. In der Bereichsklasse wurde in der gleichnamigen Fußball-Liga (auch Bereichsliga) einer der Teilnehmer zur deutschen Fußballmeisterschaft ausgespielt. Die Vereine Tirols waren nicht Bestandteil dieser Gauliga, sondern spielten weiterhin in der Tiroler Liga die Fußballmeisterschaft aus. In den ersten Jahren nach dem Anschluss war ein Aufstiegsrecht in die Gauliga Bayern vorgesehen, von dem jedoch kein Gebrauch gemacht wurde. Auch Vereine aus Vorarlberg spielten weiterhin die lokale Meisterschaft aus, die um deutsche Vereine rund um den Bodensee erweitert wurde. Aus dieser Liga bestand ein Aufstiegsrecht zur Gauliga Württemberg.
Die sportliche Bedeutung wurde jedoch durch die Kriegsereignisse einerseits sowie der Vorteil von Kontakten einzelner Klubs zu NSDAP-Politikern andererseits unterwandert. Unterhalb der Bereichsliga bestanden mehrere Staffeln auf Gau-Niveau. Als historische Besonderheit ist zu vermerken, dass Jahre nach Kriegsende die siegreichen Vereine begannen, die NSRL-Titel als österreichische Meisterschaften auszuweisen, bis schließlich auch der ÖFB diesem Beispiel gefolgt ist, ohne sie jedoch jemals in einer Sitzung als solche zu erklären.

## Gaumeister 1939–1944
| Saison  | Gaumeister Ostmark / Donau-Alpenland | Abschneiden deutsche Meisterschaft | Deutscher Meister         |
| ------- | ------------------------------------ | ---------------------------------- | ------------------------- |
| 1938/39 | SK Admira Wien                       | Finale                             | FC Schalke 04             |
| 1939/40 | SK Rapid Wien                        | Dritter                            | FC Schalke 04             |
| 1940/41 | SK Rapid Wien                        | Gewinner                           | SK Rapid Wien             |
| 1941/42 | First Vienna FC 1894                 | Finale                             | FC Schalke 04             |
| 1942/43 | First Vienna FC 1894                 | Halbfinale                         | Dresdner SC               |
| 1943/44 | First Vienna FC 1894                 | Viertelfinale                      | Dresdner SC               |
| 1944/45 | kriegsbedingt abgebrochen            | kriegsbedingt abgebrochen          | kriegsbedingt abgebrochen |

## Rekordmeister
Rekordmeister der Gauliga Ostmark/Donau-Alpenland ist der First Vienna FC 1894, welcher die Gaumeisterschaft dreimal gewinnen konnten.
|  | Verein               | Titel | Jahr             |
|  | -------------------- | ----- | ---------------- |
|  | First Vienna FC 1894 | 3     | 1942, 1943, 1944 |
|  | SK Rapid Wien        | 2     | 1940, 1941       |
|  | SK Admira Wien       | 1     | 1939             |

## Auswahlmannschaft
| Jahr    | Bewerb                        | Ergebnis      |
| ------- | ----------------------------- | ------------- |
| 1938    | Deutsches Turn- und Sportfest | Sieger        |
| 1938/39 | Reichsbundpokal               | Viertelfinale |
| 1939/40 | Reichsbundpokal               | Halbfinale    |
| 1940/41 | Reichsbundpokal               | Achtelfinale  |
| 1941/42 | Reichsbundpokal               | Halbfinale    |

## Ewige Tabelle
Berücksichtigt sind alle Spielzeiten der Gauliga Ostmark, bzw. Donau-Alpenland zwischen den Spielzeiten 1938/39 und 1943/44. Die abgebrochene Spielzeit 1944/45 wurde nicht berücksichtigt. Für eine Übersicht der kompletten ewigen Tabelle für Österreich siehe Ewige Tabelle der Fußball-Bundesliga (Österreich).
| Pl. | Verein                    | Jahre | Sp. | S  | U  | N  | T+  | T-  | Diff. | Punkte | Ø-Pkt. | Titel | Spielzeiten nach Kalenderjahren |
| --- | ------------------------- | ----- | --- | -- | -- | -- | --- | --- | ----- | ------ | ------ | ----- | ------------------------------- |
| 1.  | First Vienna FC 1894      | 6     | 102 | 64 | 16 | 22 | 349 | 214 | +135  | 144:60 | 1,41   | 3     | 1938–44                         |
| 2.  | SK Rapid Wien             | 6     | 102 | 55 | 17 | 30 | 333 | 207 | +126  | 127:77 | 1,25   | 2     | 1938–44                         |
| 3.  | FK Austria Wien           | 6     | 102 | 49 | 14 | 39 | 270 | 222 | +48   | 112:92 | 1,1    | 0     | 1938–44                         |
| 4.  | SC Wacker Wien            | 6     | 102 | 46 | 18 | 38 | 259 | 221 | +38   | 110:94 | 1,08   | 0     | 1938–44                         |
| 5.  | Wiener Sport-Club         | 6     | 102 | 43 | 21 | 38 | 257 | 215 | +42   | 107:97 | 1,05   | 0     | 1938–44                         |
| 6.  | SK Admira Wien            | 5     | 86  | 37 | 19 | 30 | 232 | 184 | +48   | 93:79  | 1,08   | 1     | 1938–43                         |
| 7.  | Floridsdorfer AC          | 4     | 70  | 34 | 13 | 23 | 183 | 184 | −1    | 81:59  | 1,16   | 0     | 1940–44                         |
| 8.  | FC Wien                   | 5     | 84  | 31 | 19 | 34 | 179 | 189 | −10   | 81:87  | 0,96   | 0     | 1939–44                         |
| 9.  | Wiener AC                 | 2     | 36  | 17 | 7  | 12 | 80  | 66  | +14   | 41:31  | 1,14   | 0     | 1942–44                         |
| 10. | SV Amateure Fiat Wien     | 2     | 32  | 9  | 4  | 19 | 83  | 111 | −28   | 22:42  | 0,69   | 0     | 1938–40                         |
| 11. | Grazer SC                 | 2     | 36  | 9  | 2  | 25 | 60  | 115 | −55   | 20:52  | 0,56   | 0     | 1938/39; 1939/40                |
| 12. | SG Reichsbahn Wien        | 1     | 20  | 6  | 5  | 9  | 38  | 38  | ±0    | 17:23  | 0,85   | 0     | 1941/42                         |
| 13. | LSV Markersdorf           | 1     | 16  | 6  | 3  | 7  | 43  | 45  | −2    | 15:17  | 0,94   | 0     | 1942/43                         |
| 14. | SK Amateure Steyr a       | 2     | 18  | 2  | 0  | 16 | 22  | 75  | −53   | 4:32   | 0,22   | 0     | 1938/39; 1943/44                |
| 15. | RB Wacker Wieder Neustadt | 1     | 18  | 2  | 0  | 16 | 17  | 87  | −70   | 4:32   | 0,22   | 0     | 1938/39                         |
| 16. | Post SV Wien              | 1     | 16  | 0  | 1  | 15 | 10  | 75  | −65   | 1:31   | 0,06   | 0     | 1941/42                         |
| 17. | SK Sturm Graz b           | 2     | 20  | 0  | 1  | 19 | 21  | 99  | −78   | 1:39   | 0,05   | 0     | 1941–43                         |
| 18. | Linzer ASK                | 1     | 18  | 0  | 0  | 18 | 17  | 106 | −89   | 0:36   | 0      | 0     | 1940/41                         |